# Un embolic inesperat
Un embolic inesperat (originalment en francès, Tout nous sourit) és una pel·lícula de comèdia francesa coescrita i dirigida per Mélissa Drigeard el 2020. La versió doblada al català es va estrenar el 24 de juny de 2022.

## Sinopsi
Tot els va bé a l'Audrey i a en Jérôme. Tenen tres fills meravellosos i els apassiona la seva feina. Durant un cap de setmana, però, van per camins separats amb els seus respectius amants. Tot i això, els dos tenen la mateixa idea: anar a la seva casa de camp.

## Repartiment
- Elsa Zylberstein: Audrey
- Stéphane de Groodt: Jérôme
- Guy Marchand: Henri
- Anne Benoit: Suzanne
- Émilie Caen: Valérie
- Karidja Touré: Yseult
- Giovanni Cirfiera: Alberto
- Chine Thybaud: Juliette
- Grégoire Didelot: David
- Baptiste Clavely: Etienne
- Rio Vega: Bastien
- Adil Dehbi: Karim

## Publicació
L'estrena en cinemes a França, inicialment prevista pel 8 d'abril de 2020, es va ajornar a l'11 de novembre de 2020 i, més tard, al 23 de desembre de 2020 a causa de la pandèmia de la COVID-19. L'ampliació del tancament dels cinemes va provocar un any més la cancel·lació de l'estrena prevista i finalment es va estrenar finalment el 20 d'octubre de 2021.

## Premis i reconeixements
- Festival Internacional de Cinema de Comèdia de L'Aup d'Uès 2020:[4]
  - Premi especial del jurat;
  - Premi a la millor actriu per a Elsa Zylberstein;
  - Premi al millor actor per a Stéphane de Groodt.